# Vento anabático
Um vento anabático (do grego anabatos, que significa "subir") é o nome técnico dado a um vento que transporta ar de alta densidade subindo uma encosta de uma montanha ou colina devido ao aquecimento dela devido à ação da insolação.
Um vento anabático é originado pelo aquecimento gerado pela radiação do Sol no topo de uma montanha ou colina, que por sua vez aquece o ar em seu redor. O ar à mesma altitude sobre um vale ou planície adjacente não aquece tanto pois a distância ao solo é maior. Como a densidade do ar diminui com a aumento da temperatura, o ar ao redor do topo da montanha sobe por convecção, criando uma região de baixas pressões que provoca um fluxo de ar (vento) ascendente desde a base da encosta. É comum que o ar que ascende do topo das montanhas atinja uma altitude onde arrefece adiabaticamente até abaixo do seu ponto de orvalho, formando cumulus, que podem produzir chuva e trovoadas.
Os vento anabáticos são particularmente úteis aos pilotos de planadores, que os podem usar para aumentar a altitude da aeronave.[carece de fontes?]